# Joseph Crescent McKinney

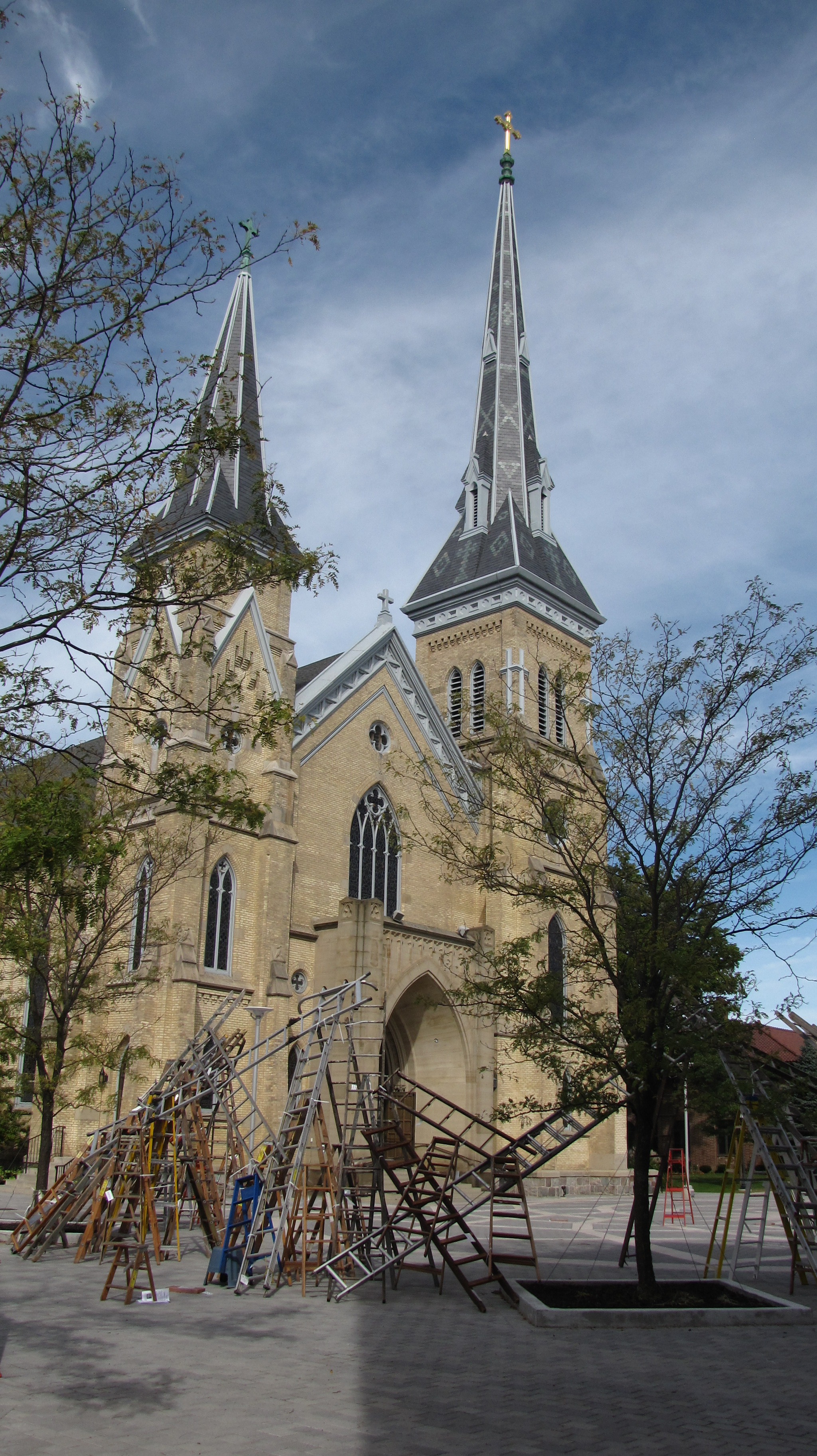
Cathedral of St Andrew, Grand Rapids

Joseph Crescent McKinney (* 10. September 1928 in Grand Rapids; † 9. Juni 2010) war Weihbischof in Grand Rapids.

## Leben
Joseph Crescent McKinney studierte am Séminaire de Philosophie der Universität Montreal und an der römischen Päpstlichen Universität Urbaniana (Collegio di Propaganda Fide). Nach seinem Abschluss empfing er am 20. Dezember 1953 das Sakrament der Priesterweihe in der Kapelle des Collegio di Propaganda Fide. Bis 1962 war er am St. Joseph Seminar tätig. Von 1962 bis 1968 war er Pfarrer in Indian River, Mount Pleasant und Conklin.
Am 24. Juli 1968 ernannte ihn Papst Paul VI. zum Titularbischof von Leontium und bestellte ihn zum Weihbischof in Grand Rapids. Der Erzbischof von Detroit John Francis Dearden spendete ihm am 26. September desselben Jahres die Bischofsweihe; Mitkonsekratoren waren Allen James Babcock, Bischof von Grand Rapids, und Charles Salatka, Bischof von Marquette. Er war 33 Jahre lang Rektor der Cathedral of St Andrew in Grand Rapids und Generalvikar im Bistum Grand Rapids; zudem war er in zahlreichen Kommissionen im gesamten Bereich der Vereinigten Staaten vertreten.
Am 3. Oktober 2001 wurde seinem Rücktrittsgesuch aus Altersgründen von Papst Johannes Paul II. stattgegeben.